# Carétène
Cet article possède un paronyme, voir Carotène.
Titre
Reine des Burgondes
Carétène (en latin : Caretena) est une reine des Burgondes, épouse du roi Chilpéric II, née entre les années 452 et 455, décédée sous le consulat de Ennodius Messala en 506.
Selon l'historien lyonnais Antoine Péricaud, Carétène était l'épouse du roi Gondioc et la mère du roi Gondebaud, tandis que pour Alphonse de Boissieu, autre érudit lyonnais, elle était l'épouse du roi Chilpéric avec qui elle eut leur fille Clothilde future épouse de Clovis et à la mort de Chilpéric son frère Gondebaud la prît sous sa protection.
Sidoine Apollinaire a célébré les vertus de la pieuse Carétène, la comparant à Tanaquil, épouse du roi de Rome Tarquin l'Ancien, et à Agrippine l'Aînée, épouse du général romain Germanicus, deux femmes romaines qui ont fortement influencé leurs maris,.
Elle meurt vers l'âge de cinquante ans, le 16 septembre 506. Elle est inhumée dans l'église qu'elle avait fait construire à Lyon en l'honneur de Saint Michel Archange, aussi connue comme Saint-Michel d'Ainay, église qui n'existe plus aujourd'hui, et où on pouvait lire son épitaphe composée de vingt-six vers :
Sceptrorum columen, terræ decus et jubar orbis,

Hoc artus tumulo vult Caretena tegi :

Quâ famulam tu, Christe, tuam, rerumque potentem,

De mundi regnis ad tua regna vocas,

Thesaurum ditem felici fine secutam,

Fotis pauperibus quem dedit illa Deo.

Jamdudùm castum castigans aspera corpus,

Delituit vestis murice sub rutilo.

Occuluit læto jejunia sobria vultu,

Secretèque dedit regia membra cruci,

Principis excelsi curas partita mariti,

Adjuncto rexit culmina consilio.

Præclaram sobolem dulcesque gavisa nepotes,

Ad veram doctos sollicitare fidem.

Dotibus hic pollens sublimi mente subire,

Non sprevit sacrum post diadema jugum.

Cedat odoriferis quondam dominata Sabæis,

Expetiit mirum quæ Salomonis opus.

Condidit hæc templum præsens quod personat orbe,

Angelicisque dedit limina celsa choris.

Laxatura reos, regi quas sæpè ferebat,

Has offerre preces, nunc tibi, Christe, potest.

Quam cùm post decimum rapuit mors invida lustrum,

Accepit melior tum sine fine dies.

Jamque bis octonâ septembrum luce movebat,

Nomen Messalse consulis annus egens.